# Uppsala maja
Uppsala maja är ett trähus i Tartu i Estland. Huset har namn efter ett samarbet mellan Tartu och Uppsala. Kopplingar mellan dessa båda universitetsstäder finns sedan Tartu under 1600-talet blev en del av Sverige. Det finns uppgifter om fastigheten från 1700-talet. Den nuvarande byggnaden är från 1750 med tillbyggnader från åren 1777-1783. Vissa ombyggnader gjordes också efter en brand 1937. Från början av 1800-talet blev rummen i huset uthyrda till studenter.
År 1988 undertecknades ett vänortsavtal mellan Tartu och Uppsala. Med ett samarbetsprojekt som hette "Renovering av gamla byggnader" beslöts att gemensamt upprusta huset, som fick namnet Uppsala maja (Uppsala-huset). Huset öppnades för gäster 1996 och användes till 2010 som gästhem, som mötes- och sammanträdeslokal samt för kulturarrangemang. Från 2010 används huset av Tartu kommun.